# Шимкентська міська адміністрація
Шимке́нтська міська адміністрація (каз. Шымкент қаласы әкімдігі, рос. Шымкентская городская администрация) — адміністративна одиниця у складі. Адміністративний центр та єдиний населений пункт — місто Шимкент.
Населення — 1112478 осіб (2021; 730873 у 2009, 559685 у 1999, 501874 у 1989).
Як окрема адміністративна одиниця республіканського рівня існує з 2018 року.

## Історія
Станом на 1989 рік існували сільські ради:
- у складі Сайрамського району
  - Бадамська сільська рада (села Айколь, Актас, Бадам, селище Лісхоз)
  - Жанаталапська сільська рада (села Жанаталап, Плодове, Фабричне, селище Чорноводськ)
  - Каратобинська сільська рада (села Абділабад, Актас, Бадам-1, Бадам-2, Ворошилово, Жулдиз, Комунізм, Орджонікідзе, Турдиабад)
  - Катинкопрська сільська рада (села Актас, Бозарик, Кайтпас-1, Кайтпас-2, Калініно, Кірово, Комунізм, Куйбишева, Леніно, Пригородне, селище Турланський)
  - Сайрамська сільська рада (села Артель, Каражол, Кизилсу, Пахтакор, Сайрам)
  - Тассайська сільська рада (села Казарма, Калініно, Кизилсай, Лапшино, Опитна Станція)
  - село Кайнарбулак перебувало у складі Кайнарбулацької сільської ради, села Утемиш, Шапрашти — у складі Самсоновської сільської ради, село Красноводськ — у складі Чорноводської сільської ради
- у складі Ариського району
  - села Алтинтобе та Кокбулак перебували у складі Бадамської сільської ради
- у складі Ленгерського району
  - Акжарська сільська рада (село Акжар)
  - Казгуртська сільська рада (села Абай, Акбастау, Александровка, Ангарата, Єльтай, Жиланбузган, Кар'єр, Кизилканат, Кизил-Октябр, Михайловка, Нестеровка, Пролетаровка, Строїтельне, Султанрабат, Текесу, Уюмшил, селища Нефтерозвідка, Підхоз). Після 1999 року зі складу Казгуртського сільського округу села Кизилканат, Достик (колишнє село Александровка), Кизил-Октябр, Нестеровка та Султанрабат — утворили Кієлітаський сільський округ; села Абай, Акбастау, Ангарата, Кар'єр, Текесу та Уйимшил (колишнє село Уюмшил) — утворили Кемекалганський сільський округ.

1993 року Катинкопрська сільська рада Сайрамського району була розділена на 3 сільських округи, які увійшли до складу Шимкентської міської адміністрації:
- Жулдизький сільський округ (села Актас, Жулдуз, Бадам-2, Карабастау, Каратобе)
- Каратобинський сільський округ (села Абділабад, Бадам, Базаркакпа, Турдиабат)

1993 року Каратобинська сільська рада Сайрамського району була розділена на 2 сільських округи, які увійшли до складу Шимкентської міської адміністрації:
- Бозарицький сільський округ (села Бозарик, Кайтпас-1, Кайтпас-2)
- Катинкопрський сільський округ (села Пригородне, Куйбишева, Леніно)
- Кзилжарський сільський округ (села Актас, Калініно, Кірово, Комунізм)

До 1999 року до складу міста Шимкент увійшло село Турлановка (колишнє селище Турланський).
2002 року до складу Шимкентської міської адміністрації була включена територія сусіднього Сайрамського району площею 8,96 км², населені пункти стали частинами міста Шимкент:
- частина Сайрамського сільського округу (села Каражол, Пахтакор)
- частина Тассайського сільського округу (частина села Тассай)
- частина Бадамського сільського округу (частина села Бадам)

2004 року у складі Шимкентської міської адміністрації були ліквідовані сільські округи, населені пункти стали частинами міста Шимкент:
- Бозарицький сільський округ (села Бозарик, Кайтпас-1, Кайтпас-2)
- Катинкопрський сільський округ (села Катинкопр, Куйбишева, Леніно)
- Кзилжарський сільський округ (села Актас, Жиделі, Интимак, Кизилжар)

2013 року до складу Шимкентської міської адміністрації були включені території сусідніх трьох районів загальною площею 762,00 км², населені пункти стали частинами міста Шимкент:
- з Ордабасинського району — 70,68 км²
  - частина Бадамського сільського округу (села Алтинтобе, Кокбулак) — 60,70 км²
  - частина Буржарського сільського округу — 9,98 км²
- з Сайрамського району — 554,61 км²
  - частина Акбулацького сільського округу (села Утемиш, Шапрашти) — 12,98 км²
  - частина Кайнарбулацького сільського округу (село Кайнарбулак) — 77,29 км²
  - частина Карасуського сільського округу (село Мартобе) — 17,10 км²
  - Бадамський сільський округ (села Айколь, Бадам, Актас, Орманши) — 91,53 км²
  - Жанаталапський сільський округ (села Жанаталап, Ігілік, Кизилжар, Чорноводськ) — 36,87 км²
  - Жулдизький сільський округ (села Актас, Жулдуз, Бадам-2, Карабастау, Каратобе) — 121,18 км²
  - Каратобинський сільський округ (села Абділабад, Бадам, Базаркакпа, Турдиабат) — 61,65 км²
  - Сайрамський сільський округ (села Ісфіджаб, Кизилсу, Сайрам) — 109,68 км²
  - Тассайський сільський округ (села Достик, Кизилсай, Опитна станція, Таскен, Тассай) — 26,34 км²
- з Толебійського району — 136,71 км²
  - частина Акжарського сільського округу (село Акжар) — 85,64 км²
  - частина Алатауського сільського округу — 4,36 км²
  - частина Коксаєцького сільського округу — 0,56 км²
  - частина Кемекалганського сільського округу (село Текесу) — 19,51 км²
  - Казгуртський сільський округ (села Єльтай, Жиланбузган, Маятас, Тогис) — 26,64 км²

### Населені пункти, які увійшли до складу міста Шимкент
| Населений пункт      | Колишні назви                         | Населення, осіб (1989) | Населення, осіб (1999) | Населення, осіб (2009) |
| -------------------- | ------------------------------------- | ---------------------- | ---------------------- | ---------------------- |
| Шимкент, місто       | -                                     | 392977                 | 423902                 | 603499                 |
| Абділабад, село      | -                                     | 1440                   | 1362                   | 2043                   |
| Айколь, село         | -                                     | 336                    | 327                    | 239                    |
| Акжар, село          | -                                     | 2558                   | 3018                   | 3191                   |
| Актас, село          | (Бадамська с/р, Бадамський с/о)       | 250                    | 317                    | 524                    |
| Актас, село          | (Каратобинська с/р, Жулдизький с/о)   | 84                     | 69                     | 82                     |
| Актас, село          | (Катинкопрська с/р, Кзилжарський с/о) | 531                    | 582                    | -                      |
| Алтинтобе, село      | -                                     | 667                    | 808                    | 998                    |
| Бадам, село          | -                                     | 2993                   | 3798                   | 1677                   |
| Бадам, село          | Бадам-1                               | 2878                   | 2643                   | 3387                   |
| Бадам-2, село        | -                                     | 814                    | 2570                   | 3046                   |
| Базаркакпа, село     | Комунізм                              | 4096                   | 5216                   | 6989                   |
| Бозарик, село        | -                                     | 554                    | 1544                   | -                      |
| Достик, село         | Казарма                               | 525                    | 823                    | 1351                   |
| Єльтай, село         | -                                     | 1279                   | 1484                   | 1915                   |
| Жанаталап, село      | -                                     | 1393                   | 1838                   | 5090                   |
| Жиделі, село         | Калініно                              | 606                    | 1040                   | -                      |
| Жиланбузган, село    | -                                     | 1717                   | 2088                   | 2436                   |
| Жулдуз, село         | Жулдиз                                | 1211                   | 926                    | 2774                   |
| Интимак, село        | Кірово                                | 3007                   | 3727                   | -                      |
| Ігілік, село         | Плодове                               | 1184                   | 1621                   | 3157                   |
| Ісфіджаб, село       | Артель                                | 2642                   | 4084                   | 5443                   |
| Кайнарбулак, село    | -                                     | 1260                   | 1576                   | 1781                   |
| Кайтпас-1, село      | -                                     | 1805                   | 5366                   | -                      |
| Кайтпас-2, село      | -                                     | 730                    | 1370                   | -                      |
| Карабастау, село     | Орджонікідзе                          | 2576                   | 3510                   | 5177                   |
| Каражол, село        | -                                     | 1101                   | 1119                   | -                      |
| Каратобе, село       | Ворошилово, Ворошилова                | 3767                   | 4442                   | 6011                   |
| Катинкопр, село      | Пригородне                            | 8200                   | 7809                   | -                      |
| Кизилжар, село       | Комунізм                              | 6546                   | 7649                   | -                      |
| Кизилжар, село       | Фабричне                              | 1295                   | 2494                   | 2788                   |
| Кизилсай, село       | -                                     | 327                    | 500                    | 858                    |
| Кизилсу, село        | -                                     | 978                    | 1395                   | 2099                   |
| Кокбулак, село       | -                                     | 1087                   | 1266                   | 1436                   |
| Куйбишева, село      | -                                     | 2325                   | 5062                   | -                      |
| Леніно, село         | -                                     | 3329                   | 5335                   | -                      |
| Мартобе, село        | Красноводськ                          | 2186                   | 2808                   | 4269                   |
| Маятас, село         | Михайловка                            | 2126                   | 2349                   | 2425                   |
| Опитна станція, село | Опитна Станція                        | 2125                   | 339                    | 443                    |
| Орманши, село        | Лісхоз                                | 765                    | 746                    | 1056                   |
| Пахтакор, село       | -                                     | 1053                   | 1092                   | -                      |
| Пролетаровка, село   | -                                     | 2020                   | 1275                   | -                      |
| Сайрам, село         | -                                     | 20730                  | 25408                  | 32757                  |
| Строїтельне, село    | -                                     | 366                    | -                      | -                      |
| Таскен, село         | Калініно                              | 1323                   | 2076                   | 4414                   |
| Тассай, село         | Лапшино                               | 1952                   | 4106                   | 4786                   |
| Текесу, село         | -                                     | 472                    | 496                    | 697                    |
| Тогис, село          | Нефтерозвідка                         | 1357                   | 2415                   | 6018                   |
| Турдиабад, село      | -                                     | 1318                   | 1306                   | 2205                   |
| Турлановка, село     | Турланський                           | 2203                   | -                      | -                      |
| Утемиш, село         | -                                     | 951                    | 1209                   | 1459                   |
| Чорноводськ, село    | -                                     | 1070                   | 413                    | 1224                   |
| Шапрашти, село       | -                                     | 789                    | 967                    | 1129                   |

## Склад
Саме місто поділяється на 5 міських районів:
| Адміністративна одиниця | Площа, км² | Населення, осіб (2009) | Населення, осіб (2021) |
| ----------------------- | ---------- | ---------------------- | ---------------------- |
| Абайський район         | 240,0      | 249458                 | 332827                 |
| Аль-Фарабійський район  | 130,7      | 165108                 | 191578                 |
| Єнбекшинський район     | 220,8      | 228712                 | 264328                 |
| Каратауський район      | 190,5      | 87595                  | 323745                 |
| Туранський район        | 360,3      | -                      | -                      |